# 限制出境
限制出境是對公民居住自由和遷徙自由进行限制的行政處分。

## 台湾
限制出境的原因多样。例如，新北市政府稅捐稽徵處规定，如果一名納稅人欠繳稅款，有關機構有權限制其出境。  另外，雇主若未支付勞工退休金、遣散費或工資也可能有此類限制。
台湾的刑事訴訟法並無特別規定限制出境的內容，限制出境與否實際上由法院裁決。

## 中国大陆
自2018年以来，中华人民共和国已经通过了五部新的或修订的法律，扩大了其实施限制出境的能力。目前，限制出境的法律总数已经达到15部。被限制出境者很多并不知情，直到他们准备通过边检出国时才发现自己已经被限制出境。 中国有时会在无法律依据的情况下，惩罚人权捍卫者及其家人，让活动人士噤声，或是挟持家庭成员，藉此胁迫其家属返回中国，有时也会以此当作“人质外交”的工具或恫吓外国记者。
根据《中华人民共和国反间谍法》，限制出境不仅限于中国公民，也包括外国公民。1995年至2019年期间，至少有128名外国人被禁止从中国出境，其中包括29名美国人和44名加拿大人。2016年至2022年间，中国提及出境禁令的案件增加了8倍。
2018年，天则经济研究所所长盛洪11月1日在首都机场边检被告知不许出境，理由是“危害国家安全”，让他感到震惊。